# Epiplatys huberi
Epiplatys huberi är en fiskart som först beskrevs av Alfred C. Radda och Pürzl, 1981.  Epiplatys huberi ingår i släktet Epiplatys och familjen Nothobranchiidae. IUCN kategoriserar arten globalt som livskraftig. Inga underarter finns listade i Catalogue of Life.